# Ланка транспортного запізнення

Ла́нка тра́нспортного запі́знення — поняття, що відноситься до теорії автоматичного керування. Елемент системи автоматичного регулювання.
Ланка транспортного запізнення — ланка, в якій вихідна величина відтворює вхідну без спотворень, але з деяким постійним запізненням τ.
Ця ланка описується рівнянням:
у = х (t — τ),
де τ — час транспортного запізнення.
Вихідна величина ланки запізнення точно копіює його вхідну величину, однак з деяким запізненням за часом τ .
Прикладом ланки, що запізнюється, може служити конвеєр, в якому після зміни вхідної величини, наприклад, подачі матеріалу на початку конвеєра, повинен минути певний проміжок часу τ, перш ніж почнеться зміна вихідної величини — кількість матеріалу в зоні розвантаження конвеєра.
Передавальна функція:
{\displaystyle W(p)=e^{-p\tau }}
Наявність у системі регулювання ланки транспортного запізнення значно знижує якість регулювання, а іноді робить систему регулювання нестійкою, що буде розглянуто нижче.